# Berlin, Berlin
Berlin, Berlin ist eine für die ARD produzierte Fernsehserie, die von 2002 bis 2005 im Vorabendprogramm des Ersten ausgestrahlt wurde. Regie führten unter anderem Franziska Meyer Price, Christoph Schnee, Sven Unterwaldt Jr. und Titus Selge.
Seit der ersten Ausstrahlung am 5. März 2002 wurde die Serie von Publikum und Kritikern gleichermaßen positiv aufgenommen. Die ARD unterstützte den Start neuer Staffeln mit massiven Plakat- und Anzeigenkampagnen. Im Schnitt erreichte die Serie in der Altersgruppe der 14- bis 29-Jährigen einen Marktanteil von 16,6 Prozent, bevor am 4. April 2005 die letzte Folge gesendet wurde.
Die Serie wurde nach vier Staffeln beendet, da die Hauptdarstellerin Felicitas Woll sich anderen Projekten widmen wollte.
Am 8. Mai 2020 erschien die Fortsetzung Berlin, Berlin – Der Film auf Netflix. Der Film sollte ab 19. März 2020 in den deutschen Kinos laufen, die jedoch wegen der COVID-19-Pandemie geschlossen waren, weshalb Netflix sich bereit erklärte, den Film zu streamen.

## Inhalt

### Handlung

#### Staffel 1

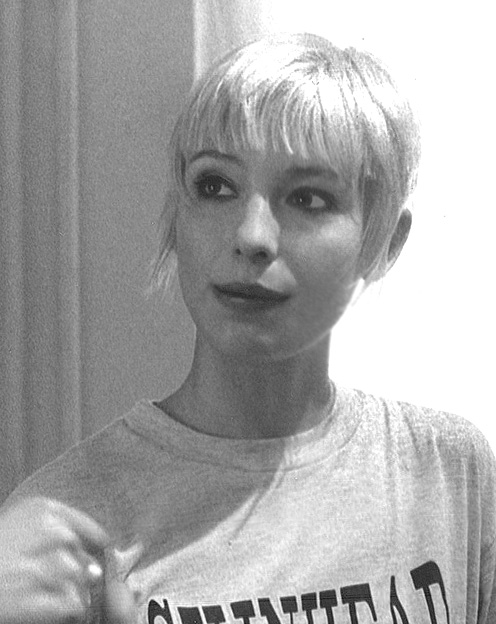
Sandra Borgmann (Rosalie Butzke)

Die Serie erzählt die Geschichte von Lolle (Felicitas Woll), die nach dem Abitur ihrem Freund Tom aus der Kleinstadt Malente nach Berlin folgt. Tom plant zunächst, bei seinem Onkel auf dem Wochenmarkt zu arbeiten, bevor er sich an der Universität einschreibt. Per Brief macht er mit Lolle Schluss, aber dennoch beschließt sie, nach Berlin zu fahren. Dort angekommen sucht sie Tom auf, der sich auf dem Markt mit seiner neuen Freundin Bernadette amüsiert. Hierbei stößt sie auch auf Bernadettes Ex-Freundin Rosalie (Sandra Borgmann). Zusammen beschließen Lolle und Rosalie, Tom und Bernadette auseinanderzubringen. Während ihres Aufenthalts in Berlin wohnt Lolle bei ihrem Cousin Sven (Jan Sosniok). Da dieser zuvor von seiner Frau Silvia verlassen wurde, hat er viel Platz, sodass Lolle und auch Rosalie schließlich einziehen und eine WG gründen. Auch Svens Kumpel und Nachbar Hart (Matthias Klimsa) freundet sich mit den neuen Mitbewohnern an und gehört zur Clique. Nachdem Lolle sich entschieden hat, in Berlin zu bleiben, erlebt sie dort unterschiedliche Großstadt- und Liebesabenteuer.
Im Laufe der ersten Staffel verlieben sich Lolle und Sven ineinander. Wegen seines Sohnes Daniel entscheidet sich Sven am Ende der ersten Staffel jedoch dafür, wieder mit seiner Ex-Frau Silvia eine Familie zu bilden.

#### Staffel 2
Am Anfang der zweiten Staffel hat Lolle ihre beste Freundin Rosalie und ihre große Liebe Sven verloren. Sie ist verzweifelt, findet aber später in Rosalies Bekannter Sarah (Rhea Harder-Vennewald) wieder eine Freundin. Anfangs möchte sie Sven zurückbekommen, doch dieser ist unentschlossen und zögert. So lernt Lolle Alex (Matthias Schloo) kennen, mit dem sie schnell zusammenkommt. Inzwischen hat sich Sven nun von seiner Ex-Frau wieder getrennt und wäre für Lolle frei, doch diese erwidert nun, dass sie mit Alex zusammen ist. Am Ende der zweiten Staffel erkennt Lolle, dass sie aber auch noch Gefühle für Sven besitzt. So stürzt Lolle sich in ein Liebeschaos, und es entwickelt sich eine Dreiecksbeziehung. Zudem finden am Ende der zweiten Staffel Hart und Sarah nach anfänglichen Problemen zueinander.

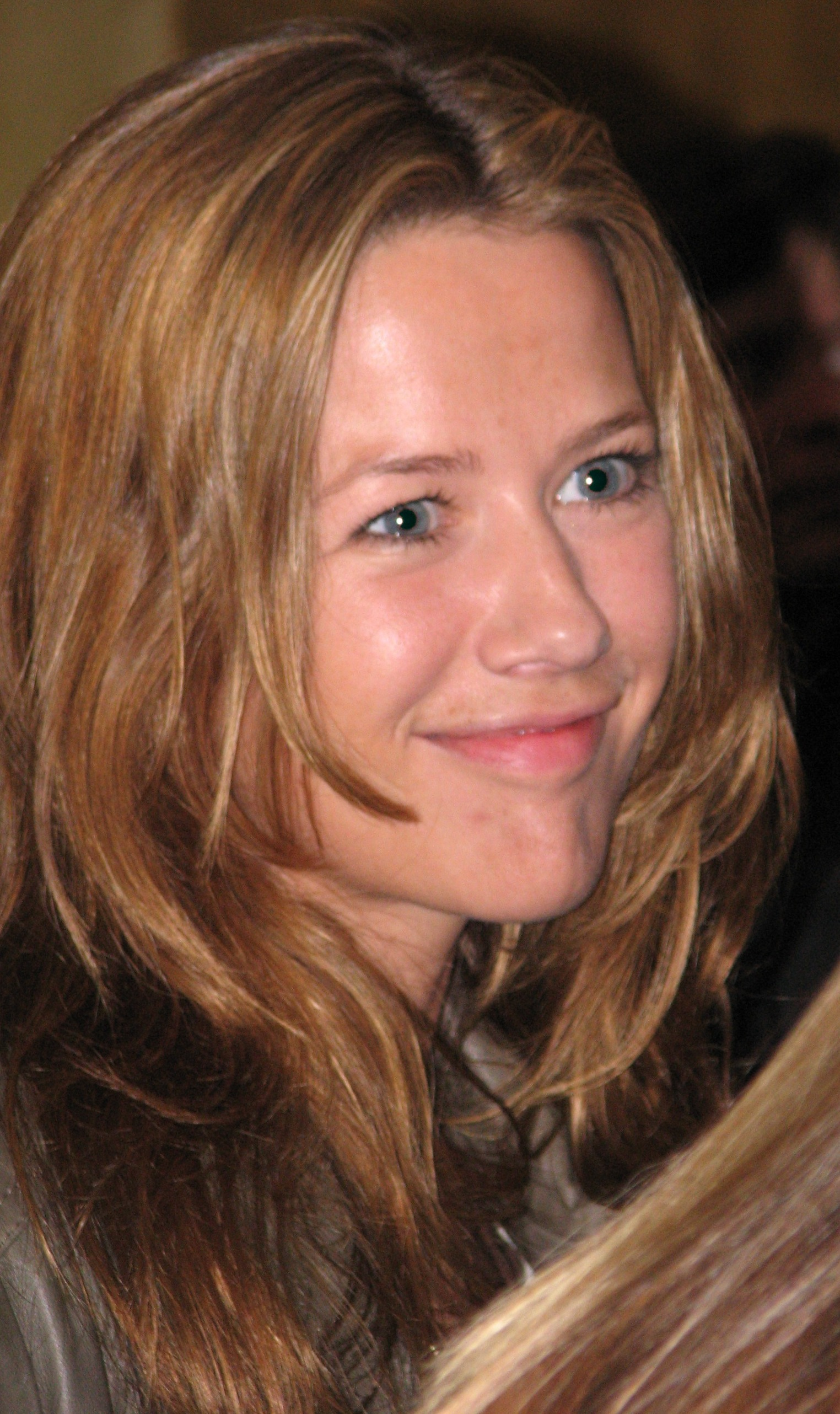
Alexandra Neldel (Vero Gol-Sawatzki)

#### Staffel 3
Zu Beginn der dritten Staffel beschließen Lolle, Sven und Alex, die Dreiecksbeziehung weiterzuführen, müssen jedoch später erkennen, dass diese eine Menge Probleme birgt. So trennen sich Sven und Alex von Lolle, und sie steht nun wieder allein da. In der Mitte der dritten Staffel lernt Lolle Vero kennen, die sich in Sven verliebt. Sie freundet sich mit Lolle an und kommt mit Sven zusammen. Damit besitzt Svens Wohnung nun mit Sven selbst, Lolle, Sarah und Vero vier Bewohner. Die vier bilden eine WG, wobei Hart wegen seiner Beziehung zu Sarah fast nur noch in der WG lebt statt in seiner eigenen Wohnung nebenan. Am Ende der dritten Staffel bemerkt Lolle, dass sie noch Gefühle für Sven hat, doch dieser liebt Vero und nimmt deren Heiratsantrag an. Weil Lolle erkennt, dass Sven Vero wirklich liebt, beschließt sie, einen Job in Stuttgart anzunehmen. Außerdem wird Sarah von Hart schwanger und bekommt in der letzten Folge von Staffel drei einen Sohn. Somit hat die WG nun fünf Mitglieder.

#### Staffel 4
Nach zwei Folgen in der vierten Staffel kehrt Lolle wieder nach Berlin zurück, weil sie ihrer Ansicht nach nicht nach Stuttgart passt. Im weiteren Verlauf lernt Lolle Felix kennen, doch diese Liebe zerbricht nach relativ kurzer Zeit, weil Felix sich für seine Freundin in der Schweiz entscheidet. Am Ende der vierten Staffel bemerkt Lolle zum wiederholten Male, dass sie noch etwas für ihre ehemals große Liebe Sven empfindet. Dieser hat auch noch Gefühle für Lolle, will jedoch Vero heiraten, weil er meint, Lolle bringe nur Chaos in sein Leben. Zudem geht Hart mit Yvonne, einer Bekannten, fremd. Diesen Fehltritt scheint Sarah Hart zuerst nicht zu verzeihen. Im Serienfinale gibt es aber ein Happy End.
Svens Hochzeit mit Vero platzt in letzter Minute. Er wäre nun für Lolle frei, möchte aber keine Beziehung mehr mit ihr eingehen, nimmt ein Jobangebot in Australien an und fährt zum Flughafen. Lolle ist enttäuscht, will aber nicht aufgeben und rennt zum Flughafen, um Sven noch abzufangen. Dieser bemerkt, kurz bevor er ins Flugzeug einsteigt, dass er bis zu diesem Zeitpunkt nur Angst hatte, eine neue Beziehung mit Lolle einzugehen, und möchte diesen Zustand überwinden. In der allerletzten Szene von Berlin, Berlin erscheint Lolle auf dem Rollfeld, während Sven im Begriff ist, ins Flugzeug zu steigen, weil er nicht mehr zurückdarf. Nun gestehen sich beide ihre Liebe und wandern zusammen nach Australien aus. Außerdem gelingt es Hart, Sarah von seiner Liebe zu überzeugen, und er macht ihr einen Heiratsantrag. Sarah nimmt diesen an. Weil Lolle und Sven weg sind und Vero ausgezogen ist, leben beide mit ihrem Sohn Simon-Ben nun allein in der WG.

### Charaktere

#### Carlotta „Lolle“ Holzmann

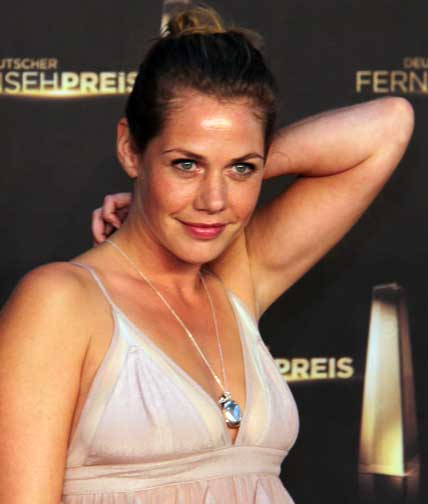
Felicitas Woll (Carlotta „Lolle“ Holzmann)

Lolle ist die Protagonistin der Serie und in allen Folgen anwesend. Sie zieht nach ihrem Abitur mit 19 Jahren nach Berlin in die Wohnung ihres Cousins Sven, um dem autoritären Erziehungsstil ihrer Mutter (Charlotte Schwab) zu entgehen. Ihr Berufswunsch ist es, Comiczeichnerin zu werden. Lolle liebt Kakao, Schokolade und ihr Lieblingsfilm ist „Titanic“. Sie findet in Rosalie und Sven ihre ersten richtigen Freunde in Berlin. Am Ende der ersten Staffel verliebt sie sich in Sven. Nach einer gemeinsamen Nacht flüchtet sie aus dem Bett, aus Angst, von Sven verlassen zu werden, da er ein Kind hat und eigentlich zu seiner Ex-Frau Silvia zurückwill.
Lolle jobbt in Tuhans Vietnam-Imbiss und kittet selbst die Beziehungsprobleme ihrer Eltern. Nachdem Sven sie verlässt, fühlt sie sich allein. Dann findet sie in Sarah eine neue Freundin und lernt Alex (Matthias Schloo) kennen, der auch an der Universität Kunst und Design studiert. Zunächst will Lolle Sven zurückgewinnen, doch dieser blockt ab. Schließlich verliebt sie sich in Alex, und die beiden werden ein Paar. Am Ende der zweiten Staffel geht Lolle mit Sven fremd; sie bemerkt, dass sie noch immer Gefühle für ihn hat.
Zu Anfang der dritten Staffel muss sie sich zwischen beiden Männern entscheiden. Sie führt anfangs eine Dreiecksbeziehung, da sie beide gleich liebt. Nachdem sie von beiden verlassen wurde, kauft sie einen Comicladen, in dem sie von nun an täglich arbeitet. In der Mitte der dritten Staffel fühlt sie sich allein, da Sven oft arbeiten muss und Sarah fast immer mit Hart Zeit verbringt – aus diesem Grund sucht sie eine Freundin, die sie in Vero findet. Ungewollt verkuppelt sie Vero mit Sven. Am Ende der dritten Staffel bemerkt sie abermals Gefühle für Sven, doch dieser ist entschlossen, Veros Heiratsantrag anzunehmen. So zieht Lolle nach Stuttgart – kehrt aber Anfang der vierten Staffel wieder zurück.
Wieder in Berlin, lernt Lolle Felix kennen, wird aber von diesem mit seiner Schweizer Freundin hintergangen und anschließend verlassen. Mitte der vierten Staffel erkennt sie ihre nach wie vor existierenden Gefühle für ihre ehemalige große Liebe Sven. Nachdem beide in eine Ferienhütte gefahren sind, kommt es zu einem Kuss. Lolle jedoch schämt sich wegen ihrer Freundschaft zu Vero dafür und stimmt Sven schließlich zu, als dieser meint, sie sollten besser keine Beziehung anfangen.
Nach seiner geplatzten Hochzeit mit Vero versucht sie, um Sven zu kämpfen, der aus Wut, Enttäuschung und Angst vor einer Beziehung mit Lolle Berlin verlassen und ein Jobangebot in Melbourne annehmen will. In der letzten Szene von Berlin, Berlin gestehen sich beide ihre Liebe und wandern zusammen nach Melbourne aus.

#### Sven Ehlers

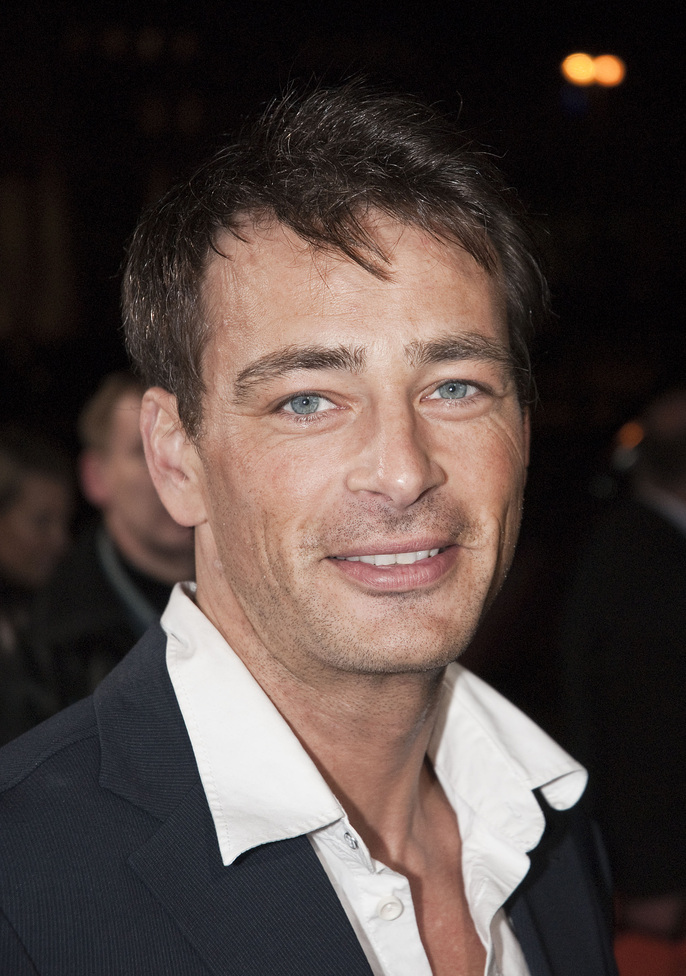
Jan Sosniok (Sven Ehlers)

Sven ist in allen Folgen anwesend. Er ist Lolles Cousin zweiten Grades und machte mit Hart und Silvia zusammen das Abitur. Er ist etwa 30, Informatiker und besitzt ein eigenes Unternehmen 'Startup', in dem er mit seinem besten Freund Hart zusammen arbeitet. Sven wohnte am Anfang der ersten Staffel allein in seiner Wohnung, nachdem ihn seine Ex-Frau Silvia mit dem gemeinsamen Sohn Daniel verlassen hatte. Er lässt Lolle und Rosalie bei sich wohnen. Sven ist Lolles große Liebe und Lolle ist seine große Liebe. Er verkauft am Ende der vierten Staffel sein Unternehmen, um mit Vero nach Australien auszuwandern. Nachdem seine Hochzeit geplatzt ist, erkennt er, dass er Lolle doch liebt, und sagt: „Das Leben ist zu kurz, um Angst zu haben.“ Er will nun in Berlin bleiben, doch als Lolle auftaucht und er ihr seine Liebe gesteht, beschließen beide, zusammen nach Australien auszuwandern.

#### Hart
Hart ist in allen Folgen offiziell dabei – auch wenn er in manchen Folgen, vorwiegend in der ersten Staffeln, nicht auftaucht. Er ist etwa 30, Svens bester Freund und ebenfalls Informatiker. Beide kennen sich schon seit der 5. Klasse. Sein Nachname wird in keiner Folge der Serie erwähnt. Sein Vater war Alkoholiker – er hat den Kontakt zu seinen Eltern abgebrochen. Hart ist Svens Nachbar und arbeitet in seinem Startup-Unternehmen. Er ist im Gegensatz zu ihm kein Frauenheld – so ist Sarah seine erste richtige Freundin. Er hat seit seiner Kindheit eine Schildkröte namens Mr. Psycho. Am Anfang der zweiten Staffel lernt er Sarah kennen – beide kommen am Anfang der dritten Staffel zusammen und bekommen am Ende der Staffel ein Kind. Hart hat in der vierten Staffel oft Beziehungsprobleme mit Sarah – auch wegen des Kindes. Er bekommt von Sven nach dessen gescheiterter Hochzeit die Ringe und macht Sarah in der vorletzten Szene von Berlin, Berlin einen Heiratsantrag, den sie annimmt.

#### Sarah Herrmann
Sarah ist von Beginn der zweiten Staffel bis zur letzten Folge von Berlin, Berlin dabei. Sie ist Ende 20 und eine Bekannte von Rosalie Butzke, Lolles erster richtiger Freundin in Berlin. Sie übernimmt nach deren Abschied ihr Zimmer in Svens Wohnung. Sarah versteht sich anfangs mit Sven nicht sehr gut, da ihre teils ziemlich schroffe Art ihm missfällt. Sie wird jedoch für Lolle eine Freundin und Hart ist von ihr auch sofort angetan. Dies beruht auf Gegenseitigkeit – auch Sarah findet Hart sympathisch. Sarahs Eltern sind bei einem Autounfall gestorben, als sie zwölf war. Danach kam sie in eine Pflegefamilie, dadurch ist auch ihre oftmals zynische Art zu erklären. Später jedoch verstehen sich Sarah und Sven immer besser. Sarah ist Fotografin und arbeitet meist in ihrem Zimmer. Sie ist bei den Männern beliebt und hatte schon einige One-Night-Stands. Am Ende der zweiten Staffel kommen sie und Hart sich näher und werden Anfang der dritten Staffel ein Paar. In der Mitte der dritten Staffel wird Sarah schwanger und bekommt am Ende der Staffel einen Sohn, Simon-Ben. In der Mitte der vierten Staffel führt die Belastung durch das Kind zu Beziehungsproblemen mit Hart. Dieser geht mit seiner Bekannten Yvonne fremd. Zunächst kann Sarah diesen Fehltritt nicht verzeihen, doch in der vorletzten Szene von Berlin, Berlin macht Hart Sarah erfolgreich einen Heiratsantrag.

#### Rosalie Butzke
Rosalie Butzke ist Lolles erste und beste Freundin in Berlin und spielt nur in der 1. Staffel mit. Sie lernen sich als „Sitzengelassene“ kennen, da Lolles Freund Tom und Rosalies Freundin zusammen sind. Beide schaffen es, die beiden auseinanderzubringen, doch ein Liebes-Revival gibt es bei beiden Pärchen nicht. Rosalie ist eine leidlich erfolgreiche Schauspielerin und in der 1. Staffel quasi obdachlos (sie schläft im Theaterfundus), weswegen sie mit Sven und Lolle eine WG gründet. Rosalie ist in einem sozialen Brennpunkt Berlins aufgewachsen, sie ist mit 16 von zu Hause weggelaufen. Ihr Vater war ein prügelnder Trinker. Sie hat eine Schwester – Katinka, eine alleinerziehende Mutter und später Teilnehmerin bei BIG SISTER. Der Überlebenskampf im Großstadt-Dschungel hat Rosalie geprägt, sie ist reichlich abgeklärt, desillusioniert und wirkt schroff und kalt, aber unter der rauen Schale steckt ein weicher Kern und im Notfall ist Verlass auf sie. Rosalie ist von Lolles teils kleinstädtischem Habitus leicht genervt, was sie mit dem Spitznamen Landei unterstreicht. Sie lernt jedoch stetig von Lolle, etwas mehr Rücksicht auf die Mitmenschen zu nehmen, während Lolle sich von ihr einen gewissen Durchsetzungswillen abguckt. Im Verlauf der Staffel hat Lolle das Gefühl evtl. mehr als nur Freundschaft für Rosalie zu empfinden, was sich aber nach einem „Kusstest“ auflöst. Lolle ist sich jetzt sicher, nicht in Rosalie verliebt zu sein. Zum Ende der Staffel hin liegt Rosalies Karriere auf Eis. Sie fährt Taxi und schafft es dabei, zwei Russen-Mafiosi eine Million Euro abzuluchsen. Sie möchte nach New York gehen und ein kleines Theater gründen, doch nach heftigen Vorwürfen Lolles beschließt sie in der letzten Folge der 1. Staffel, in Berlin zu bleiben.
In der 2. Staffel ist sie dann doch heimlich nach New York gegangen und hat ihrer Freundin Sarah ihr WG-Zimmer überlassen. Durch einen Rat Tuans kommuniziert Lolle – verletzt von Rosalies „Feigheit“ – mit Rosalies „Geist“, der sich jedoch als ebenso kaltschnäuzig erweist. Nachdem jedoch die Wege für ein Leben ohne Rosalie geebnet wurden, verabschieden sich Lolle und Rosalie auf diese Art miteinander mit einer innigen Umarmung. Seitdem taucht Rosalie nicht mehr auf.

### Episodenliste
| Folge | Folge in Staffel | Episodentitel                         | Deutsche Erstausstrahlung |
| ----- | ---------------- | ------------------------------------- | ------------------------- |
| 1.    | 1.               | Landflucht                            | 5. März 2002              |
| 2.    | 2.               | Wie bekomme ich meinen Freund zurück? | 6. März 2002              |
| 3.    | 3.               | Happy Birthday, Lolle                 | 7. März 2002              |
| 4.    | 4.               | Auf der Flucht                        | 8. März 2002              |
| 5.    | 5.               | Rotalarm                              | 12. März 2002             |
| 6.    | 6.               | Ich will Sandra Bullock massieren     | 13. März 2002             |
| 7.    | 7.               | Selbstversuch                         | 14. März 2002             |
| 8.    | 8.               | All you need is love                  | 15. März 2002             |
| 9.    | 9.               | Träume                                | 19. März 2002             |
| 10.   | 10.              | Lolle und der Traumprinz              | 20. März 2002             |
| 11.   | 11.              | Nicht ganz koscher                    | 21. März 2002             |
| 12.   | 12.              | Die Geliebte                          | 22. März 2002             |
| 13.   | 13.              | Singles                               | 26. März 2002             |
| 14.   | 14.              | Dr. Strangelove                       | 27. März 2002             |
| 15.   | 15.              | Lesbe sein dagegen sehr               | 28. März 2002             |
| 16.   | 16.              | Küssen, küssen, küssen                | 2. April 2002             |
| 17.   | 17.              | Lolle gegen Fatman                    | 3. April 2002             |
| 18.   | 18.              | Ich bin nicht nett                    | 4. April 2002             |
| 19.   | 19.              | Beste Freunde                         | 5. April 2002             |
| 20.   | 20.              | Taddi und Mr. Psycho                  | 6. April 2002             |
| 21.   | 21.              | Cousin und Cousine                    | 10. April 2002            |
| 22.   | 22.              | Extremsituationen …                   | 11. April 2002            |
| 23.   | 23.              | Martha                                | 12. April 2002            |
| 24.   | 24.              | Überraschungen                        | 13. April 2002            |
| 25.   | 25.              | Eine Million                          | 17. April 2002            |
| 26.   | 26.              | Positiv ist negativ                   | 18. April 2002            |

| Folge | Folge in Staffel | Episodentitel                               | Deutsche Erstausstrahlung |
| ----- | ---------------- | ------------------------------------------- | ------------------------- |
| 27.   | 1.               | Lolle allein in Berlin                      | 22. April 2003            |
| 28.   | 2.               | Frisch verheiratet                          | 23. April 2003            |
| 29.   | 3.               | Cinderello                                  | 24. April 2003            |
| 30.   | 4.               | Froschkönige                                | 25. April 2003            |
| 31.   | 5.               | Höllendate                                  | 29. April 2003            |
| 32.   | 6.               | Männer sind auch nur Menschen               | 30. April 2003            |
| 33.   | 7.               | Malente, Malente                            | 6. Mai 2003               |
| 34.   | 8.               | Eltern, früher oder später kriegen sie dich | 7. Mai 2003               |
| 35.   | 9.               | Looking for Beinlich                        | 8. Mai 2003               |
| 36.   | 10.              | Nicht fair                                  | 9. Mai 2003               |
| 37.   | 11.              | Wer liebt Fatman?                           | 13. Mai 2003              |
| 38.   | 12.              | Big and Beautiful                           | 14. Mai 2003              |
| 39.   | 13.              | Kairo                                       | 14. Mai 2003              |
| 40.   | 14.              | That’s the way                              | 16. Mai 2003              |
| 41.   | 15.              | Ex und hopp                                 | 20. Mai 2003              |
| 42.   | 16.              | Spieglein, Spieglein                        | 21. Mai 2003              |
| 43.   | 17.              | Gegen die Uhr                               | 22. Mai 2003              |
| 44.   | 18.              | 20 Minuten                                  | 23. Mai 2003              |
| 45.   | 19.              | Ich lieb dich nicht – du liebst mich nicht  | 27. Mai 2003              |
| 46.   | 20.              | Aha                                         | 28. Mai 2003              |

| Folge | Folge in Staffel | Episodentitel               | Deutsche Erstausstrahlung |
| ----- | ---------------- | --------------------------- | ------------------------- |
| 47.   | 1.               | Sven oder Alex?             | 2. März 2004              |
| 48.   | 2.               | Alex oder Sven?             | 3. März 2004              |
| 49.   | 3.               | Nimm zwei                   | 4. März 2004              |
| 50.   | 4.               | Nicht genug                 | 5. März 2004              |
| 51.   | 5.               | Jung, dynamisch, arbeitslos | 11. März 2004             |
| 52.   | 6.               | Backe, backe Kuchen         | 16. März 2004             |
| 53.   | 7.               | Mütter und Töchter          | 17. März 2004             |
| 54.   | 8.               | Ziemlich ähnlich            | 18. März 2004             |
| 55.   | 9.               | Generationen                | 19. März 2004             |
| 56.   | 10.              | Hochzeitsspiele             | 23. März 2004             |
| 57.   | 11.              | Svenja                      | 24. März 2004             |
| 58.   | 12.              | Täuschen, tarnen, küssen    | 25. März 2004             |
| 59.   | 13.              | Vero                        | 26. März 2004             |
| 60.   | 14.              | Dafür sind Freunde da       | 30. März 2004             |
| 61.   | 15.              | Die Waffen der Frauen       | 1. April 2004             |
| 62.   | 16.              | Die Geister, die ich rief   | 2. April 2004             |
| 63.   | 17.              | Nochmal mit Gefühl          | 6. April 2004             |
| 64.   | 18.              | Daily Talk                  | 7. April 2004             |
| 65.   | 19.              | Traumjob                    | 8. April 2004             |
| 66.   | 20.              | Wickie                      | 13. April 2004            |

| Folge | Folge in Staffel | Episodentitel         | Deutsche Erstausstrahlung |
| ----- | ---------------- | --------------------- | ------------------------- |
| 67.   | 1.               | Stuttgart, Stuttgart  | 8. März 2005              |
| 68.   | 2.               | Echte Freunde         | 9. März 2005              |
| 69.   | 3.               | Auf den ersten Blick  | 10. März 2005             |
| 70.   | 4.               | Angst ist blöd        | 11. März 2005             |
| 71.   | 5.               | Happy Family          | 15. März 2005             |
| 72.   | 6.               | Schwein gehabt        | 16. März 2005             |
| 73.   | 7.               | Liebe ist…            | 17. März 2005             |
| 74.   | 8.               | Rache ist…            | 18. März 2005             |
| 75.   | 9.               | Was wäre wenn         | 22. März 2005             |
| 76.   | 10.              | Schicksal             | 23. März 2005             |
| 77.   | 11.              | Silvia                | 24. März 2005             |
| 78.   | 12.              | Rituale               | 25. März 2005             |
| 79.   | 13.              | Held des Jahres       | 30. März 2005             |
| 80.   | 14.              | Sei Hart              | 31. März 2005             |
| 81.   | 15.              | Das Hochzeitskleid    | 1. April 2005             |
| 82.   | 16.              | Deus ex machina       | 5. April 2005             |
| 83.   | 17.              | Hormone sind doof     | 6. April 2005             |
| 84.   | 18.              | Weekend auf dem Lande | 7. April 2005             |
| 85.   | 19.              | Die Hochzeit          | 8. April 2005             |
| 86.   | 20.              | Melbourne, Melbourne  | 12. April 2005            |

### Zeichentricksequenzen
Ein besonderes Merkmal von Berlin, Berlin ist der Drei-Sekunden-Comic, der die Handlung pro Folge etwa drei- oder viermal unterbricht. Die Comic-Lolle, die selber nicht spricht, drückt mit ihren Taten aus, was in der echten Lolle gerade vorgeht. Zum Beispiel schlägt sich die Comic-Lolle mit einem überdimensionalen Hammer in den Boden, wenn die echte Lolle gerade bemerkt, dass sie in ein Fettnäpfchen getreten ist und vor Scham im Boden versinken möchte. Oder es quellen der Comic-Lolle vor Gier die Augen aus dem Kopf, wenn die echte Lolle einen Mann sexuell attraktiv findet. Auch die anderen Figuren der Serie tauchen als Comic-Version auf; Lolles Mutter – mit der sie sich nicht besonders gut versteht – verwandelt sich im Comic wahlweise in einen Eiszapfen, einen feuerspeienden Drachen oder Ähnliches – je nachdem, was Lolle gerade von ihrer Mutter hält.

## Besetzung

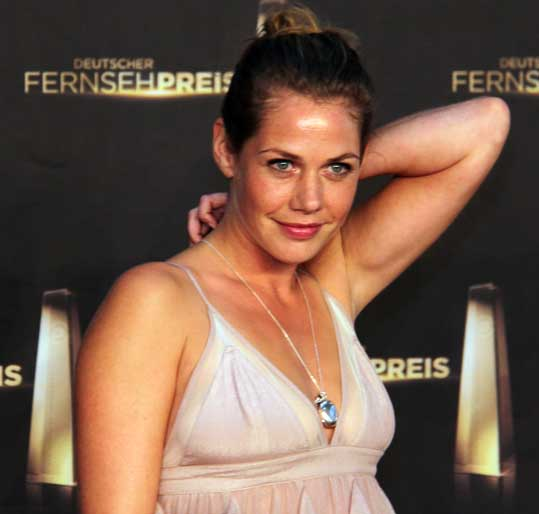
Felicitas Woll (Lolle), 2012
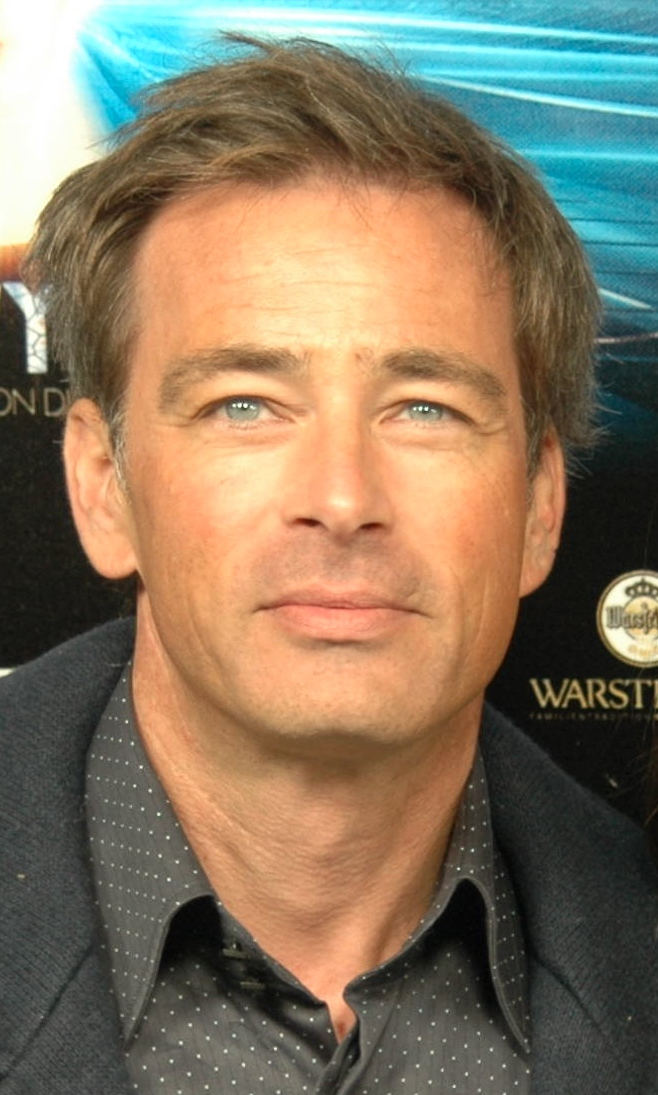
Jan Sosniok (Sven), 2014
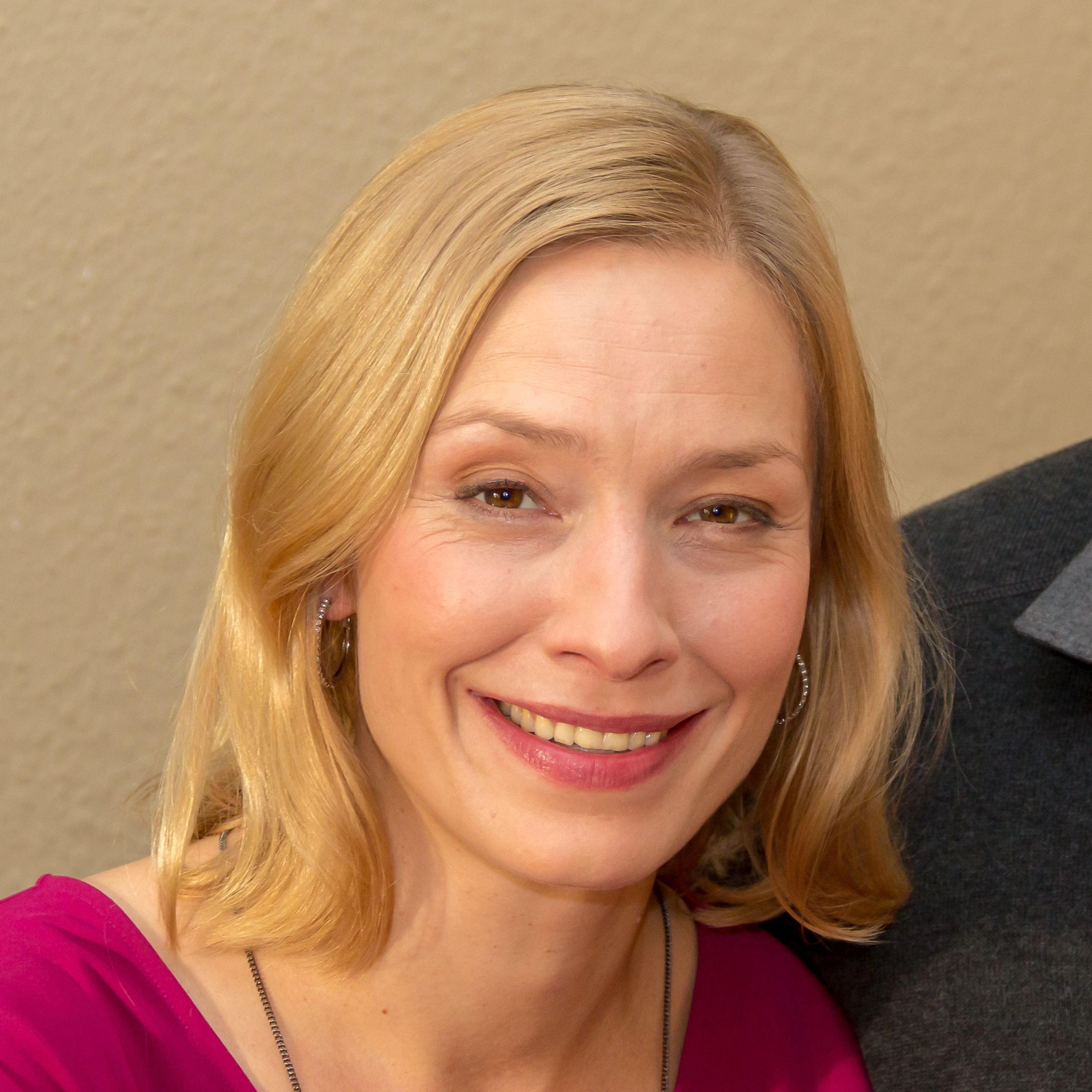
Sandra Borgmann (Rosalie), 2014
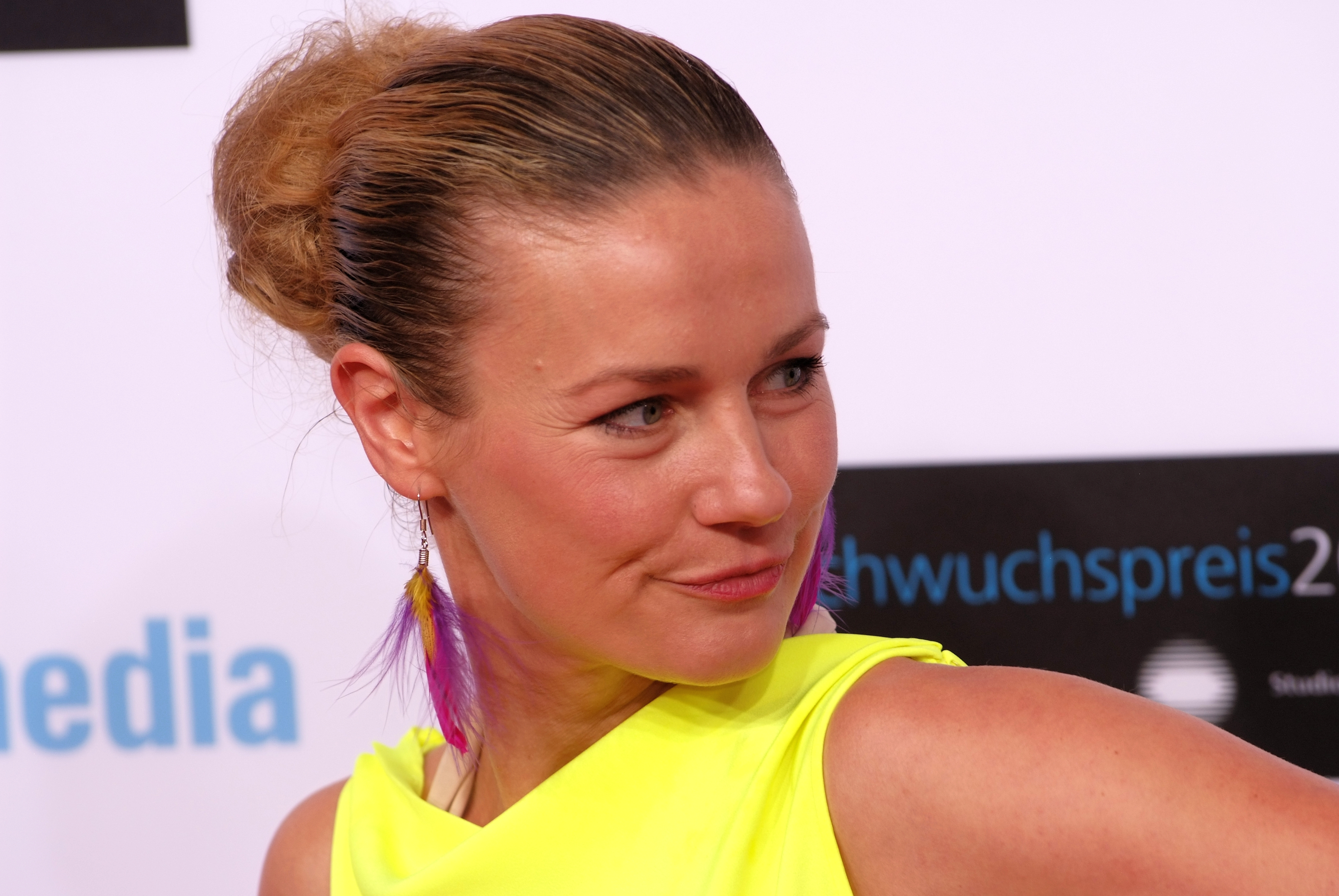
Rhea Harder (Sarah), 2012
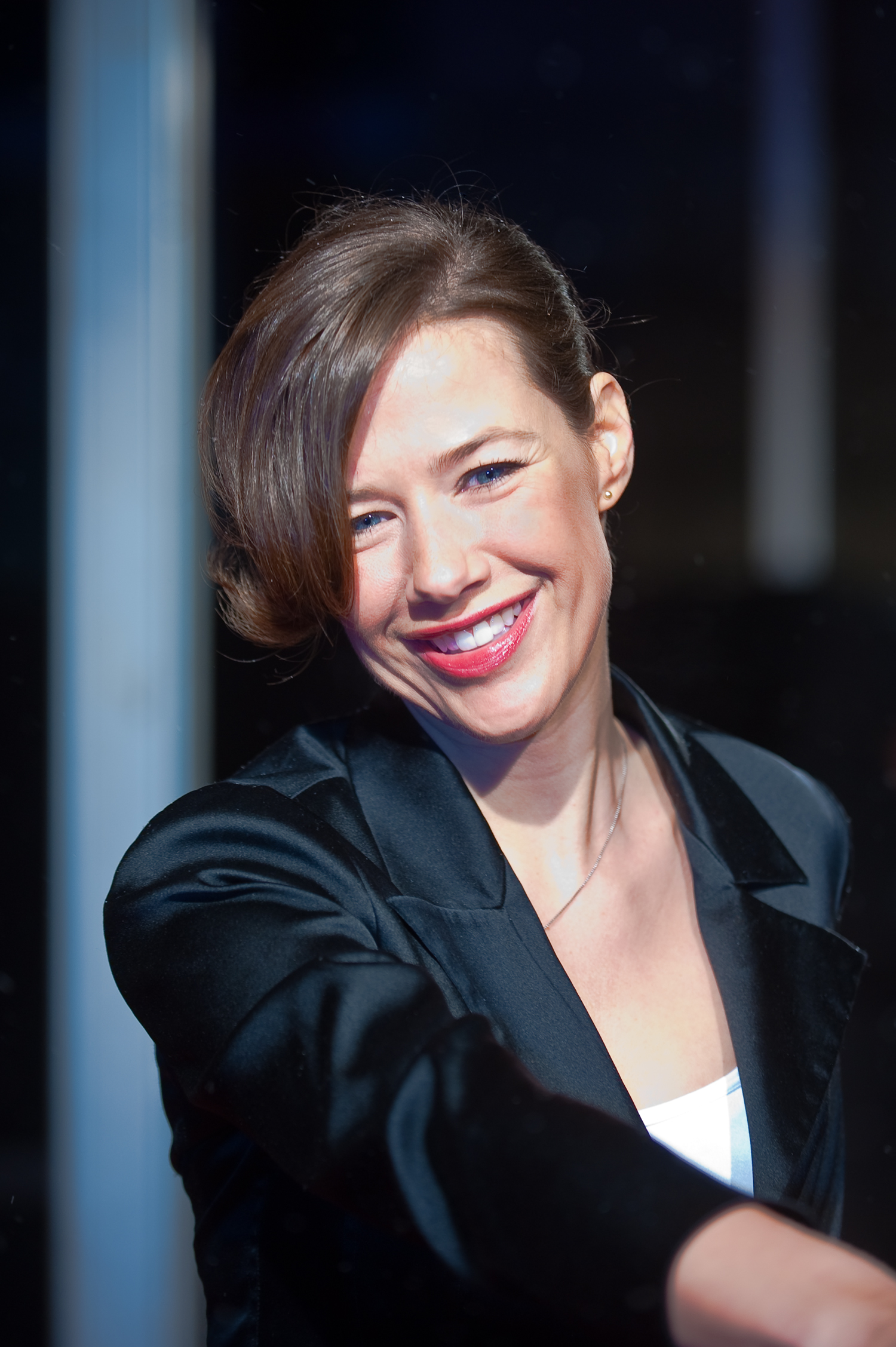
Alexandra Neldel (Vero), 2010
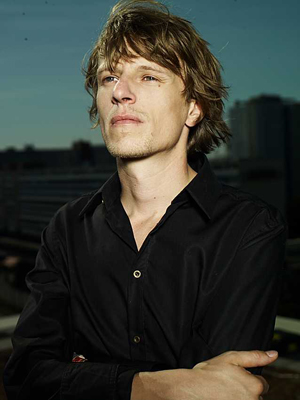
Alexander Scheer (Lenny), 2010
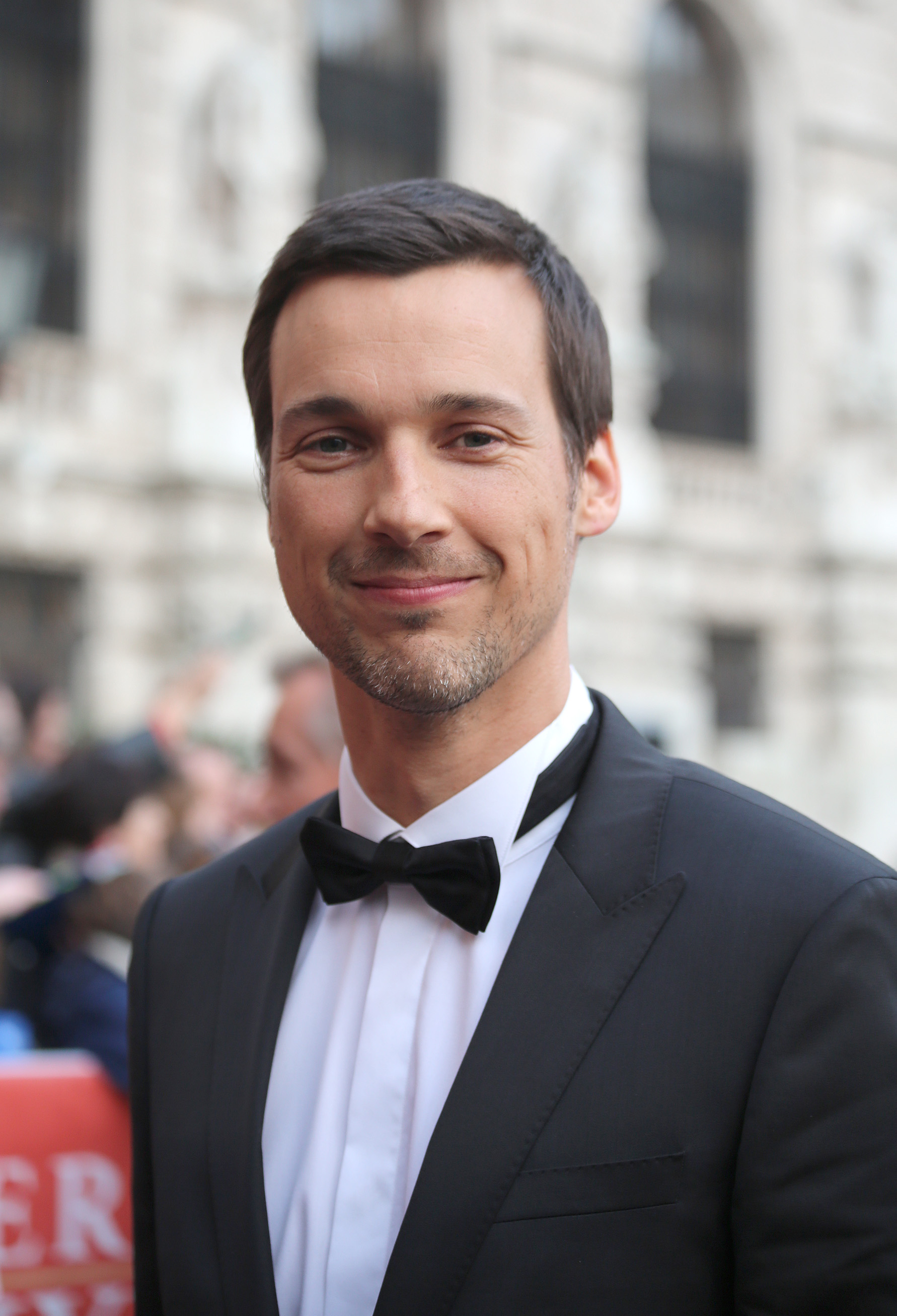
Florian David Fitz (Felix), 2013

| Rollenname                | Schauspieler             | Hauptrolle (Staffeln) | Nebenrolle (Staffeln)           | Gastrolle (Staffeln) |
| ------------------------- | ------------------------ | --------------------- | ------------------------------- | -------------------- |
| Carlotta „Lolle“ Holzmann | Felicitas Woll           | 1.01–4.20             |                                 |                      |
| Sven Ehlers               | Jan Sosniok              | 1.01–4.20             |                                 |                      |
| Hart                      | Matthias Klimsa          | 1.01–4.20             |                                 |                      |
| Rosalie Butzke            | Sandra Borgmann          | 1.01–1.26             |                                 | 2.01–2.02            |
| Sarah Hermann             | Rhea Harder              | 2.01–4.20             |                                 |                      |
| Alex Weingart             | Matthias Schloo          | 2.01–3.18             |                                 |                      |
| Vero Gol-Sawatzki         | Alexandra Neldel         | 4.01–4.20             |                                 | 3.13–3.20            |
| Tuhan                     | Maverick Quek            |                       | 1.02–4.20                       |                      |
| Lenny                     | Alexander Scheer         |                       | 2.01–4.20                       |                      |
| Felix                     | Florian David Fitz       |                       | 4.03–4.10                       |                      |
| Silvia Ehlers             | Alexa Wiegandt           |                       | 1.01–4.20                       |                      |
| Daniel Ehlers             | Fabio Beyer              |                       | 1.01–4.20                       |                      |
| Harald Sommer             | Kai Lentrodt             |                       | 1.01–1.26                       | 2.01–4.20            |
| Karen Holzmann            | Charlotte Schwab         |                       | 1.01–4.14                       |                      |
| Bernd Jensen              | Jürgen Mai               |                       | 1.01–3.08                       |                      |
| Fred „Fatman“ Junghans    | Christoph Hagen Dittmann |                       | 2.03–4.20                       | 1.17–1.18            |
| Moshe Rosenkranz          | David Steffen            |                       | 1.09–1.14                       | 1.07–1.08            |
| Tom                       | Andi Slawinski           |                       | 1.01–1.02                       | 1.20, 4.09–4.10      |
| Yvonne                    | Ivonne Schönherr         |                       | 1.07–1.08, 2.09–2.10, 4.17–4.18 |                      |
| David Safier              | Fabian Busch             |                       | 4.15–4.16                       |                      |
| Sebastian                 | Marco Girnth             |                       | 1.07–1.08                       |                      |

Anmerkungen:
1. ↑  Nicht zu sehen in 3.05–3.10 und 3.13–3.16.
2. 1 2 3 4 5 6 7  Unregelmäßige Auftritte

## Preise
Die Serie wurde 2004 mit dem Deutschen Fernsehpreis in der Kategorie „Beste Sitcom“ und dem International Emmy Award in der Kategorie „Best Comedy“ (für die Folge 47: Sven oder Alex?) ausgezeichnet. 2005 wurde die Serie erneut für einen International Emmy Award nominiert, gewann aber nicht.
Die Hauptdarstellerin der Serie, Felicitas Woll, wurde für ihre schauspielerische Leistung in der Rolle der Lolle 2002 mit dem Deutschen Fernsehpreis, 2003 mit dem Adolf-Grimme-Preis und 2004 mit der Goldenen Rose von Luzern für die beste weibliche Sitcom-Hauptrolle ausgezeichnet.
Hauptautor David Safier erhielt für das Buch zur Serie 2003 ebenfalls einen Grimme-Preis in der Sparte Fiktion und Unterhaltung und war 2002 für den Deutschen Fernsehpreis nominiert.

## Wissenswertes
- Die Schauspielerin Rhea Harder, die in der Serie die Sarah verkörpert, war tatsächlich schwanger. Die Schwangerschaft und ihr neugeborenes Baby, das in der Serie Simon-Ben heißt, wurden in die Handlung eingebaut.
- In Folge 2.9 Looking for Beinlich spielt der Fußballspieler Stefan Beinlich sich selbst.
- In Folge 2.19 Ich lieb dich nicht – du liebst mich nicht kann man auf Lolles Kontoauszug die Adresse Erkelenzdamm 11–13 erkennen. Dies ist die tatsächliche Berliner Adresse der Serien-WG in Kreuzberg.
- Gedreht wurde an teils weit voneinander entfernten Orten innerhalb Berlins. So rennt Lolle bspw. in den ineinander übergehenden Folgen 3.01 und 3.02 barfuß von der besagten Wohnung am Erkelenzdamm in Berlin-Kreuzberg los und springt kurz darauf auf einen Bus auf, der wiederum auf der Schönhauser Allee in Prenzlauer Berg fährt. Wiederum kurz darauf taucht sie dann vor Tuhans Imbiss auf, der an der Kreuzung der Christstraße und der Danckelmannstraße in Berlin-Charlottenburg angesiedelt ist, wenngleich stets suggeriert wird, dass er sich in unmittelbarer Nachbarschaft zur WG in Kreuzberg befindet.
- In Folge 1.15 schauen sich Lolle und Rosalie einen Auftritt Rosalies im Fernsehen an. Die Bilder wurden nicht eigens gedreht, sondern stammen aus Folge 4.14 der Fernsehserie Dr. Sommerfeld – Neues vom Bülowbogen, in der Sandra Borgmann mitspielte.
- Auch nach Einstellung der Serie war die Resonanz bis in das Jahr 2010 so groß, dass über einen Kinofilm nachgedacht wurde.[8] Am 30. Juni 2016 wurde schließlich für das Jahr 2017 ein Kinofilm angekündigt.[9] Wegen der zweiten Schwangerschaft von Felicitas Woll verschoben sich die geplanten Dreharbeiten dann in den Spätsommer 2018. Der Film sollte ursprünglich am 19. März 2020 in den deutschen Kinos anlaufen. Da aber die Kinos in ganz Deutschland wegen der COVID-19-Pandemie geschlossen blieben, erschien der Film am 8. Mai exklusiv auf Netflix. Am 16. August 2021 wurde der Film in der ARD erstmals ausgestrahlt.[10]
- Es sind drei von Uwe Heinelt gezeichnete Comics zu Berlin, Berlin im Egmont Ehapa Verlag erschienen:
  - Froschkönige
  - Mütter sind auch nur Menschen
  - Zoe – Chaos Tage
- Zudem sind einige Romane von Alexandra Raumer bei Egmont VGS begleitend zur Serie erschienen:
  - Lolle legt los
  - Träum weiter, Lolle
  - Guten Morgen, liebe Sorgen
  - Lolle und Sven?
  - Verliebte Jungs
  - Lolles geheime Aufzeichnungen
- Der Titelsong Never Give Up der ersten Staffel wurde von Ramona Rocks komponiert, getextet und gesungen und von Frank Becking produziert.[11][12][13]
- Der Titelsong der zweiten bis vierten Staffel ist ein Cover des Titelsongs der ersten Staffel und wurde von Two Is One gesungen.
- Die komplette Serie wurde 2008 auf DVD veröffentlicht.
- Im Zuge der Premiere des Films wurde am selben Tag (8. Mai 2020) auch die gesamte Serie erstmals auf Netflix wiederveröffentlicht.

## Ausstrahlung
Berlin, Berlin wird in vielen weiteren Ländern ausgestrahlt:
- Österreich (Erstausstrahlung 16. April 2004)
- Schweiz (Erstausstrahlung 2003)
- Ungarn (Erstausstrahlung 2. Januar 2005)
- Finnland (Erstausstrahlung 8. September 2005)
- Frankreich (Erstausstrahlung 2. Januar 2006)
- Niederlande (Erstausstrahlung 5. Juni 2007)
- Polen (Erstausstrahlung 16. Februar 2008)
- Spanien (nur Katalonien) (Erstausstrahlung 7. Februar 2004)
- Slowenien
- Kroatien
- Slowakei
- Italien (Erstausstrahlung 28. März 2006)
- Kanada (Québec)
- Tschechien
- Norwegen (seit 2007)
- Russland (Erstausstrahlung 4. Mai 2009)
- Rumänien